# 동유럽

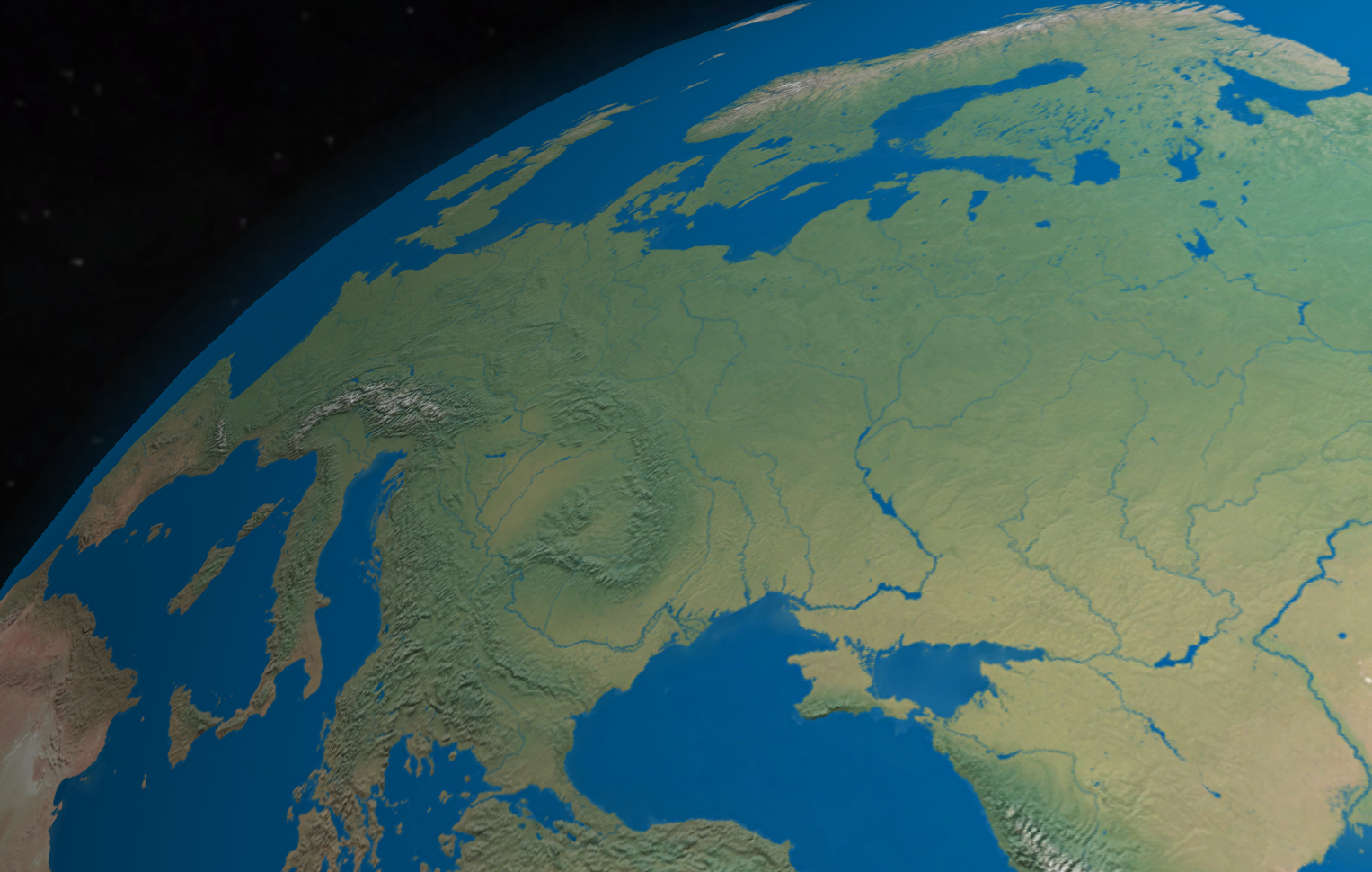
유럽 동부 지역에 초점을 맞춘 유럽의 디지털 렌더링

동유럽(영어: Eastern Europe)은 유럽의 동쪽 지역이다. 동유럽이라는 용어는 지정학적, 지리적, 민족적, 문화적, 사회경제적 의미로 광범위하게 쓰이기 때문에, 정확한 영역에 대한 일관된 정의가 없다. 동유럽에 위치한 러시아는 유럽에서 가장 넓고 인구가 많은 국가로, 전체 육지의 40%와 전체 인구의 15%를 차지한다.
어떤 정의에서는 동유럽을 하나의 문화적 실체로 묘사한다. 슬라브, 그리스, 비잔티움, 동방 정교회 및 일부 오스만 문화의 영향 아래 놓여진 특징을 가진 지역을 말한다. 냉전 시기에 만들어진 다른 정의는 동구권이라는 용어와 비슷하게 사용된다. 소련을 제외한 유럽이 공산주의 국가들을 동유럽으로 지칭한다. 이런 정의는 종종 시대에 뒤떨어진 것으로 간주되지만, 여전히 통계적 목적으로 사용되기도 한다.

## 동유럽의 정의

유엔 통계국의 유럽 지역 구분
동유럽
북유럽
남유럽
서유럽

CIA 월드 팩트북의 유럽 지역 구분
동유럽. 구 소련의 유럽 지역에 해당한다
북유럽
서유럽
중앙유럽
서남유럽
남유럽
동남유럽

동유럽에 대한 여러 정의가 존재하지만, 종종 정확성이 부족하거나, 너무 일반적이거나, 구시대적인 경우가 많다. 동유럽이라는 용어는 지정학적, 지리적, 문화적, 사회경제적으로 널리 쓰이기 때문에, 동유럽의 정의는 문화와 전문가, 정치학자들 사이에서도 논의되고 있다. 동유럽이란 개념 자체가 끊임없이 재정의되고 있기에 언제나 혼란스러운 용어로 설명된다. 동유럽이라는 개념이 처음 나온 것은 프랑스 계몽주의 시대로 거슬러 올라간다.
"학자들의 수만큼 동유럽에 대한 정의도 많다"는 것이다. 관련 유엔 논문은 "공간적 정체성에 대한 모든 평가는 본질적으로 사회적, 문화적 구성"이라고 덧붙인다.

### 지리
유럽의 지리적인 동쪽 경계는 잘 정의되어 있지만, 동유럽과 서유럽의 경계는 지리적이 아니라 역사적, 종교적, 문화적 경계로 지정하기가 더 어렵다.
우랄산맥, 우랄강, 캅카스산맥은 유럽의 동쪽 가장자리의 지리적 경계선이다. 예를 들어 카자흐스탄은 주로 중앙아시아에 위치하지만, 가장 서쪽 부분은 우랄강 서안의 동유럽에 해당한다.
하지만 동유럽의 서쪽 경계는 역사적, 문화적 경계가 어느 정도 겹쳐 있으며, 가장 중요한 점은 역사적 변동을 겪었기 때문에, 동유럽의 서쪽 경계를 정확하게 정의하기가 쉽지 않다.

### 종교와 문화
동유럽에 남아 있는 동방 정교회는 비잔티움 제국의 문화적 영향을 받았다. 1054년 동서 교회의 분열 이후, 동유럽은 동방 정교회, 교회 슬라브어 및 키릴 문자의 틀 안에서 가톨릭(그리고 후에 개신교) 서유럽에 대한 문화적 일치와 저항을 발전시켰다.
이 관점에서 서유럽은 로마 가톨릭과 개신교 교회가 우세한 국가들(크로아티아, 슬로베니아, 오스트리아, 체코, 독일, 헝가리, 폴란드, 슬로바키아 등의 중앙유럽 국가 포함)로 이루어진다.
동유럽은 그리스, 러시아, 루마니아, 몬테네그로, 몰도바, 벨라루스, 북마케도니아, 불가리아, 세르비아, 아르메니아, 우크라이나, 조지아, 키프로스와 같이 정교회가 우세한 나라들로 이루어진다. 동방 정교회는 동유럽과 동남유럽의 역사와 문화에서 두드러진 역할을 해왔다.
동서 교회의 분열은 지금의 동유럽(정교회)과 서유럽(11세기 이후의 로마 가톨릭, 16세기 이후의 개신교) 교회 사이의 소통과 신학의 단절이다. 이 분열은 40년이라는 짧은 기간의 냉전 분단과 달리 수세기 동안 유럽을 지배했다.
1054년의 분열 이후 유럽은 서유럽의 로마 가톨릭 교회(및 개신교 교회)와 동쪽의 동방 정교회 교회로 나뉘었다. 이러한 종교적 분열로 인해 동방 정교회 국가들은 종종 동유럽과 연관된다. 그러나 이런 구분은 종종 문제가 된다. 예를 들어, 그리스는 정교회가 압도적이지만 동유럽에는 거의 포함되지 않는다. 여러 이유로 그리스의 역사가 대부분 지중해 문화와의 접촉에 더 영향을 받았다는 것이다.

### 냉전
철의 장막이 무너지면서 유럽에서는 냉전에 의한  동서 분단이 종식되었지만, 이러한 지정학적 개념은 여전히 언론의 빠른 언급을 위해 여전히 사용되고 있다. 1947년에서 1989년 사이의 냉전 40년 동안 사용되었으며, 동구권 및 바르샤바 조약 가맹국과 비슷한 뜻으로 사용되었다. 비슷한 정의는 구 소련 이외의 과거 공산주의 유럽 국가들을 동유럽으로 지칭한다.
역사학자들과 사회과학자들은 일반적으로 그러한 정의를 시대에 뒤떨어진 것으로 간주한다.

### 현대의 발전

#### 캅카스
아르메니아, 아제르바이잔, 조지아 등의 캅카스 국가들은 동유럽의 정의나 역사에 포함된다. 이들은 동유럽과 서아시아의 전환 지대에 위치해 있다. 이들은 유럽 연합의 동방 파트너십 프로그램인 Euronest Parliamentary Asse에 참여하고 있으며, 유럽 평의회의 회원이며, 세 국가 모두 유럽에 정치적, 문화적 관계가 있다고 명시하고 있다. 2002년 1월 유럽의회는 향후 아르메니아와 조지아가 유럽 연합에 가입할 수 있다고 언급했다. 그러나 조지아는 현재 나토와 유럽 연합 가입을 적극적으로 모색하고 있는 유일한 캅카스 국가다.
- 아르메니아
- 아제르바이잔
- 조지아

#### 구소련 국가
소련이 해체된 후의 유럽 지역 국가들은 동유럽의 일부로 취급된다.
- 러시아
- 우크라이나
- 벨라루스
- 몰도바

#### 유고슬라비아
유고슬라비아가 해체된 후의 유럽 지역 국가들은 동유럽의 일부로 취급된다.
- 크로아티아
- 슬로베니아
- 세르비아
- 보스니아 헤르체고비나
- 몬테네그로
- 북마케도니아
- 코소보

#### 기타
- 폴란드
- 헝가리
- 루마니아
- 불가리아
- 체코
- 슬로바키아
- 알바니아

## 같이 보기
- 동유럽 지역 그룹
- 동방 파트너십
- 유럽 연합의 확대
- 유라시아 경제 연합
- 유럽 연합
- 유럽 러시아
- 미엔지모제
- 흑해 경제 협력 기구
- 중앙유럽
- 북유럽
- 동남유럽
- 서유럽